# Ian Scott (cyclisme)
Pour les articles homonymes, voir Scott et Ian Scott.
Ian Scott est un coureur cycliste britannique. Il a pris la seizième place de la course sur route des Jeux olympiques de 1948, et ainsi obtenu la médaille d'argent de la course par équipes avec Robert John Maitland et Gordon Thomas.

## Palmarès
- 1948
  -  Médaillé d'argent de la course par équipes des Jeux olympiques
  - 3e du championnat de Grande-Bretagne sur route - NCU